# Necherkara
Necherkara Siptah es el primer faraón de la Dinastía VII (c. 2171 a. C.). Con él se inicia el primer periodo intermedio de Egipto.
Durante la última época de la Dinastía VI el "Viejo Orden" se derrumba y los nomarcas del Alto Egipto establecen la hegemonía sobre sus territorios. Este gobernante podría pertenecer también a un consejo temporal de mandatarios, constituido en un periodo de dificultades políticas o económicas. 
La situación en Menfis debía ser caótica pues Manetón comentó, según Julio Africano, que la dinastía se compuso de "70 reyes de Menfis, reinando 70 días".
Su nombre se encuentra en la Lista Real de Abidos.
Cuando se propuso una nueva restauración del Canon Real de Turín se vio que el nombre de este rey, Neitikerty Siptah, y el de la célebre reina Nitocris, citada por Manetón y Heródoto, en realidad eran los nombres del mismo personaje. Lo que supuso que de este faraón no sólo se encontrara su título, sino también su sexo, masculino y no femenino, como durante mucho tiempo se creyó.

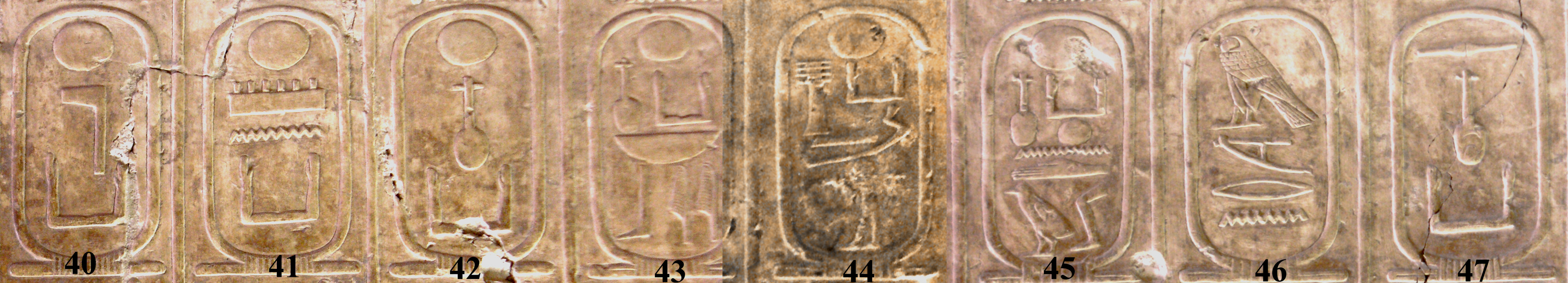
Lista Real de Abidos. Cartucho n.º 40.

## Titulatura
| Titulatura | Jeroglífico | Transliteración (transcripción) - traducción - (referencias) |

| ra | nTr | kA |

| ra | nTr | kA |

| ra | nTr | kA |

| ra | nTr | kA |

| ra | nTr | kA |

| ra | nTr | kA |

| ra | nTr | kA |

| ra | nTr | kA |

| ra | nTr | kA |

| ra | nTr | kA |

| ra | nTr | kA |

| ra | nTr | kA |

| ra | nTr | kA |

| ra | nTr | kA |

| ra | nTr | kA |

| ra | nTr | kA |

| Predecesor: Nitocris (?) | Faraón Dinastía VII | Sucesor: Menkara |

- Datos: Q455506